# Protozoa
Protozoa of protozoën is  de informele benaming voor een groep eencellige, vaak beweeglijke, heterotrofe eukaryoten zonder chloroplasten, die zelfstandig leven, of op andere levensvormen parasiteren. Samen met de eencellige, autotrofe algen, vormen de protozoa de eveneens informele, eukaryote groep der protisten. De protisten worden tegenwoordig naar hun fylogenetische afstamming verdeeld over de verschillende supergroepen.

## Naam
De term protozoa is samengesteld van het Griekse πρῶτος (prôtos) en ζῶα (zôa) wat respectievelijk "eerste" en "diertje" betekent. Het gebruik van protozoa als een naam voor een taxon is ontmoedigd, met name omdat de term een verwantschap met dieren (metazoa) impliceert, en omdat het een arbitrair onderscheid maakt tussen dierachtige en plantachtige organismen.

## Voorkomen
Zelfstandig levende soorten protozoa voeden zich met celmateriaal van andere, bepaalde soorten micro-organismen. In het verleden werden protozoa beschouwd als eencellige 'diertjes', omdat ze het vermogen hebben zich te oriënteren, zich gericht te bewegen en primitief predatiegedrag vertonen. De protozoa zijn tegenwoordig niet meer geclassificeerd als dieren, de huidige verzamelterm 'protozoa' verwijst naar de talloze, uiteenlopende soorten eencellige, heterotrofe eukaryoten die zich zelfstandig kunnen voortbewegen.
Protozoa zijn heterotroof, en daarmee onderscheiden ze zich van micro-organismen die fotosynthese gebruiken om in leven te blijven. Er zijn wel een aantal eencellige soorten algen bekend, zoals sommige soorten van de geslachten Euglena en Dinobryon, die chloroplasten bevatten voor fotosynthese, maar zich ook voeden met organisch materiaal en motiliteit vertonen. Van deze mixotrofe organismen is het niet duidelijk of ze beschouwd moesten worden als protozoa.
Protozoa leven als symbionten in de pens (het rumen) van de koe, waar ze, samen met eveneens symbiotische bacteriën en schimmels, cellulose (en andere plantaardige stoffen) uit het door de gastheer ingenomen voedsel omzetten in eenvoudigere verbindingen.

## Taxonomie
In 1818 kregen de protozoa voor het eerst een plaats in de taxonomische hiërarchie, namelijk als klasse. In latere classificaties werd het verplaatst naar hogere niveaus, zoals naar stam (fylum) en rijk. Volgens de classificatiesystemen voorgesteld door Thomas Cavalier-Smith in 1981 vormen de protozoa een rijk. In 2015 werden er acht fyla onder de protozoa geplaatst. Volgens deze classificatie vormen de protozoa geen monofyletische groep (clade), maar een parafyletische groep (grade), waarbinnen een gemeenschappelijke voorouder en al zijn nakomelingen, maar met uitzondering van de vertegenwoordigers van de schimmels, dieren en chromista.
| - LUCA - Domein Eubacteria (Ehrenberg 1828) (→ prokaryoten, Monera) - - Domein Archaea (Woese et al. 1990) (→ prokaryoten, Monera) - Domein Eukaryota - Supergroep Unikonta (Cavalier-Smith 2002) - - Rijk Animalia (Linnaeus 1758) - Rijk Fungi (Linnaeus 1753) - Rijk Amoebozoae (Lühe 1913, em. Corliss 1984) (→ protisten) - Supergroep Excavata (Cavalier-Smith 2002) (→ protisten) - Rijk Euexcavatae (Holt & Iudica) - Rijk Discicristatae (Cavalier-Smith 2002) - Bikonta (Cavalier-Smith 2002) - Supergroep Chromalveolata (Adl et al. 2005) (→ protisten) - Rijk Hacrobiae (Cavalier-Smith 2010) - Harosa (Cavalier-Smith 2010) (SAR, RAS) - Rijk Rhizariae (Cavalier-Smith 1993) (Rhizaria) - - Rijk Alveolatae (Cavalier-Smith 1991) - Rijk Heterokontae (Cavalier-Smith 1986) (Stramenopiles) - Supergroep Archaeplastida (Adl et al. 2005) - Rijk Viridiplantae (Cavalier-Smith 1981) - Rijk Rhodoplantae (Saunders & Hommersand 2004) (→ protisten) |
| (→ behoort tot de ...) wordt ook gerekend tot een polyfyletische groep |

### Praktische indeling
De protozoën werden provisorisch in vier groepen verdeeld, naar de manier waarop ze zich voortbewegen:
1. Flagellata: flagellaten of zweepdiertjes. Flagellaten bezitten flagellen waarmee ze zich kunnen voortbewegen en voeden.
2. Ciliophora: ciliaten of trilhaardiertjes. Ciliaten hebben over de oppervlakte van de gehele cel kleine ciliën. Met deze trilhaartjes kunnen ze zich voortbewegen. Een voorbeeld is het pantoffeldiertje.
3. Amoebozoa: amoeben of Sarcodina. Amoeben hebben een veranderlijke vorm, en hebben schijnvoetjes of pseudopodia. Met deze pseudopodia kunnen amoebozoa zich voortbewegen en voeden door fagocytose. Een voorbeeld is Entamoeba histolytica.
4. Apicomplexa of sporediertjes. Dit zijn complexere, eencellige eukaryoten waarvan de meeste sporen kunnen vormen, ten behoeve van hun voortplanting. Veel Apicomplexa leven als parasiet, bijvoorbeeld Plasmodium, de veroorzaker van malaria.